# Schloss Wartenberg (Geisingen)

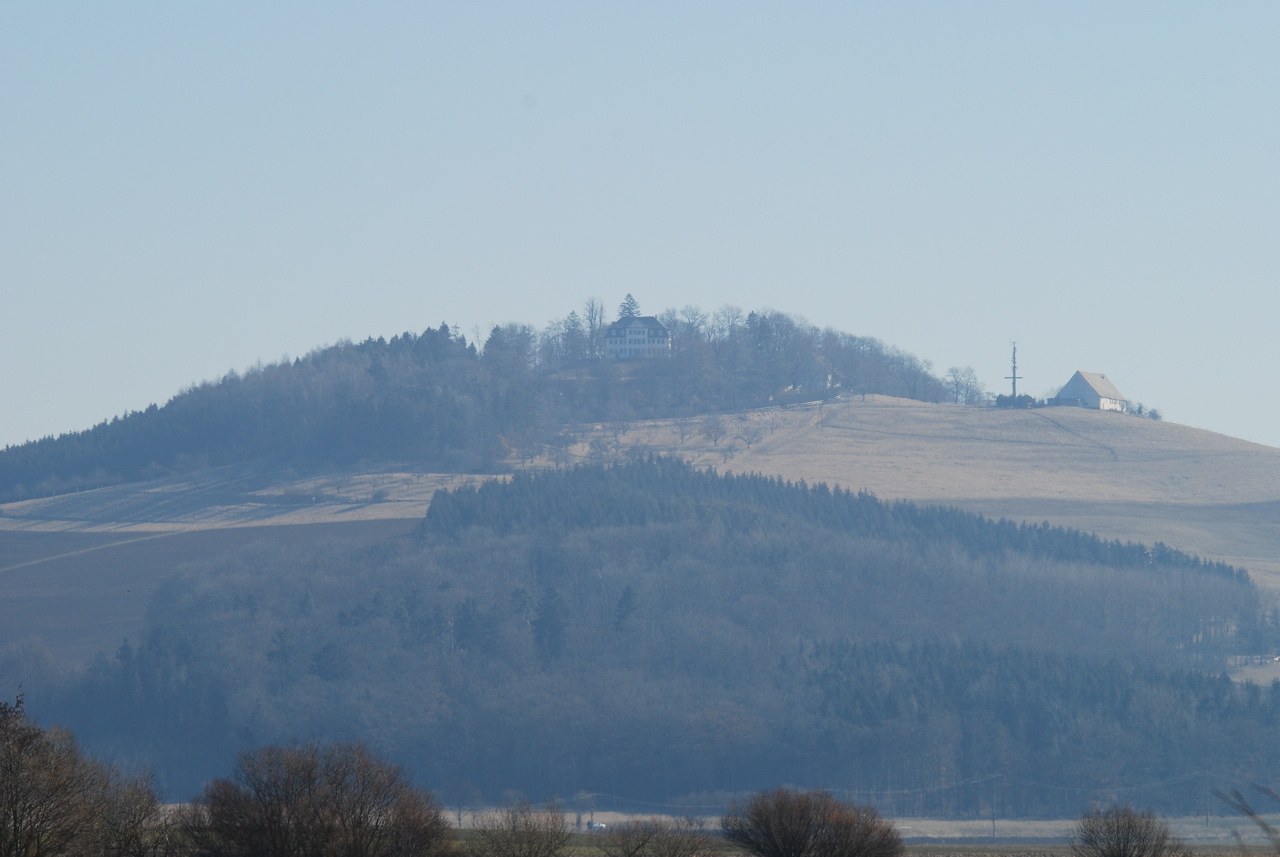
Der Wartenberg mit dem Schloss Wartenberg (Mitte)

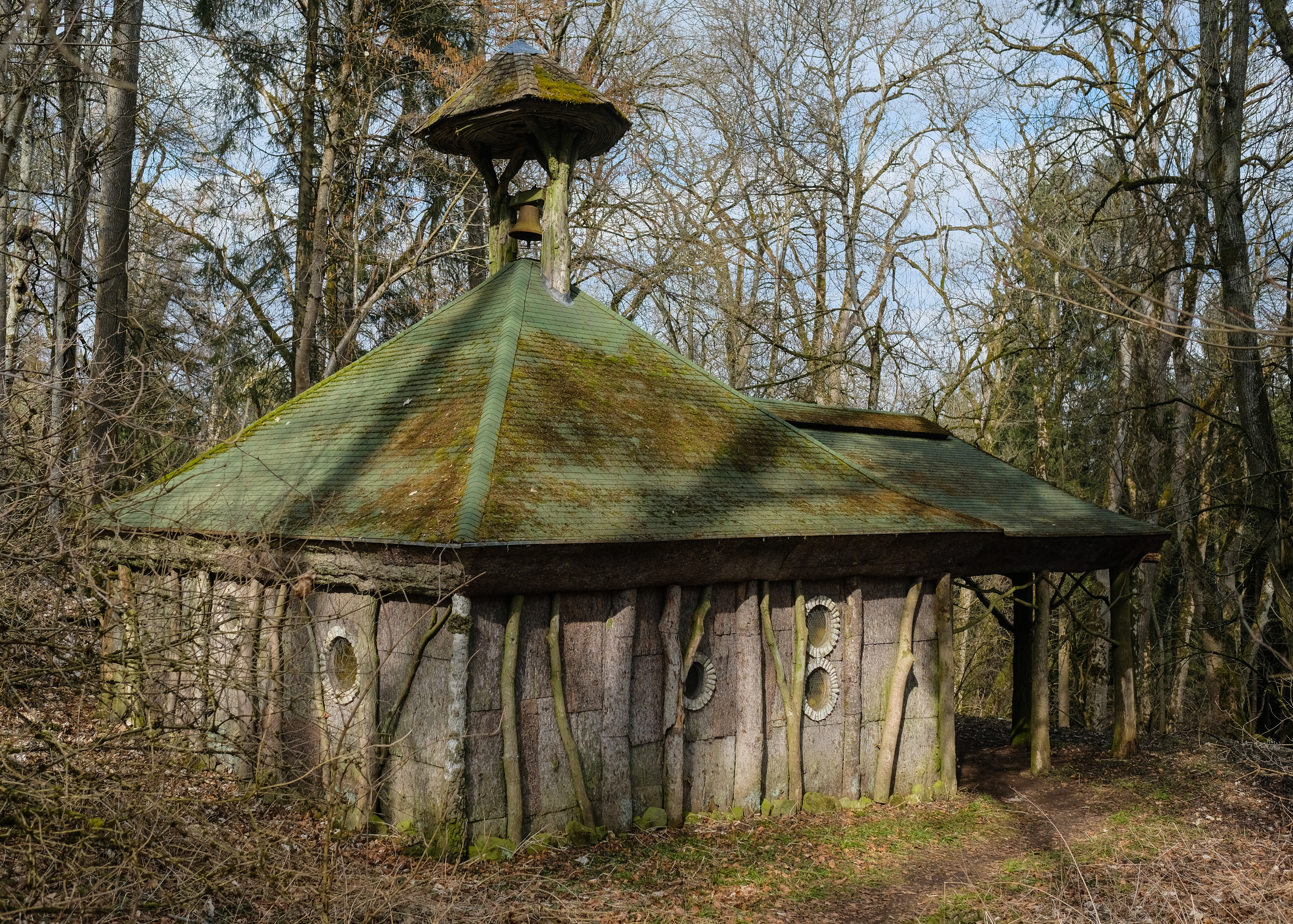
Kapuziner-Eremitage

Das Schloss Wartenberg ist ein Schloss auf dem Wartenberg  in Baden-Württemberg im Landkreis Tuttlingen.
Die an dieser Stelle einst stehende obere Burg kam von den Freiherren von Wartenberg an die Fürstenberger. 1459 erneuerte Graf Heinrich IV. von Fürstenberg die Burganlage. Sie war um 1700 noch in einem wehrhaften Zustand und bestand aus einem massiven Wohnturm mit einem Burggraben und einer Umfassungsmauer aus hier anstehendem Basaltsteinen.
Fürst Josef Wenzel zu Fürstenberg verlieh 1780 die Burg und das Meiergut Wartenberg seinem Geheimen Hofrat und Kammerpräsidenten Leopold von Lassolaye. Dieser ließ an der Stelle der oberen Burg ein dreigeschossiges Lustschloss mit Mansarddach erbauen. Die Grundmauern blieben zum Teil erhalten. 1783 kaufte Fürst Joseph Maria Benedikt zu Fürstenberg das Gut wieder zurück und ließ am Osthang einen Englischen Garten mit verschiedenen Bau- und Bildwerken, Statuen, einem Tempel und einer Eremitage anlegen. Er gründete auch die Bauernkolonie Dreilärchen für sieben Siedler. Nach seinem Tod  fiel das Schloss 1796 an seinen Bruder, Fürst Karl Joachim zu Fürstenberg.
Im Verlauf der napoleonischen Kriege wurde das Schloss geplündert und der Englische Garten verwüstet. Unter General Jean-Victor Moreau wurden die meisten Gebäude der Siedlung Dreilärchen niedergebrannt. Um 1850 wurde in den unteren Räumen des Schlosses eine Gastwirtschaft eingerichtet. Das obere Stockwerk diente zum Teil als Pächterwohnung teilweise auch für die Fürstliche Jagdhofhaltung.
Heute sind das Schloss und der englische Garten in Privatbesitz und können nicht besichtigt werden.
Der Wartenberg ist Landschaftsschutzgebiet und wird mit der Eremitage vom Schwarzwaldverein betreut. Führungen werden angeboten.